# 庙会 (日本)

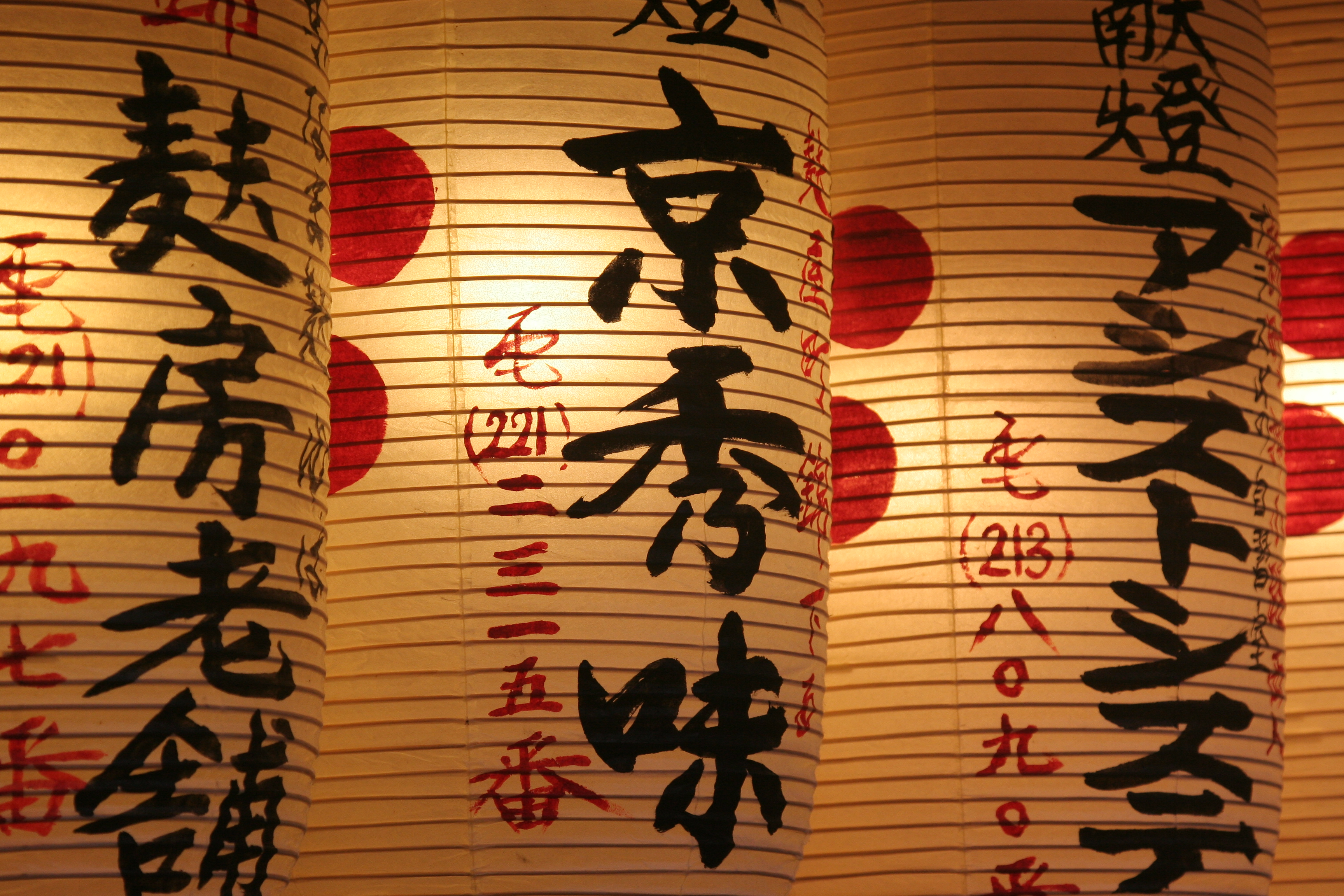
日本廟會燈籠

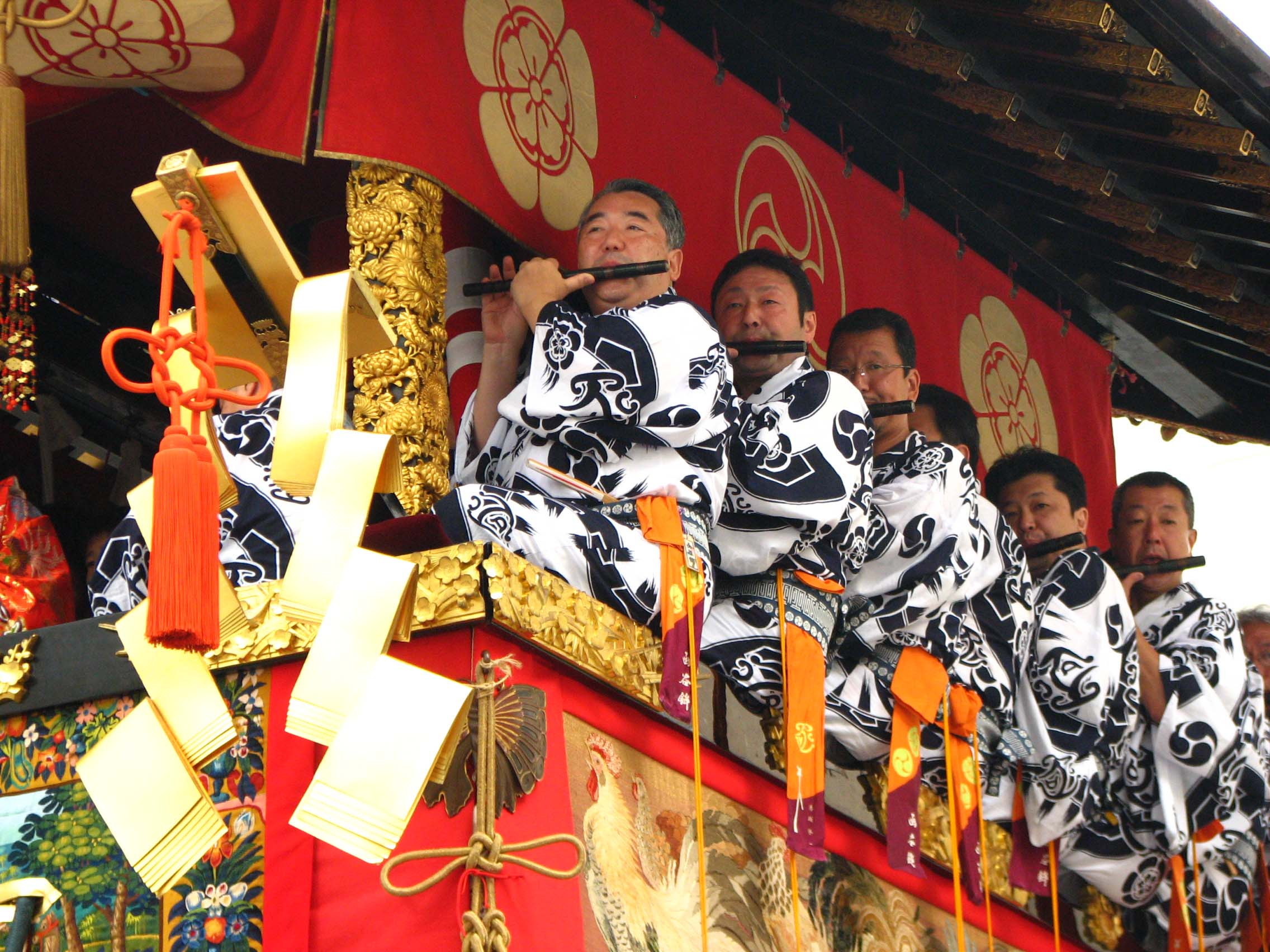
山車神轎

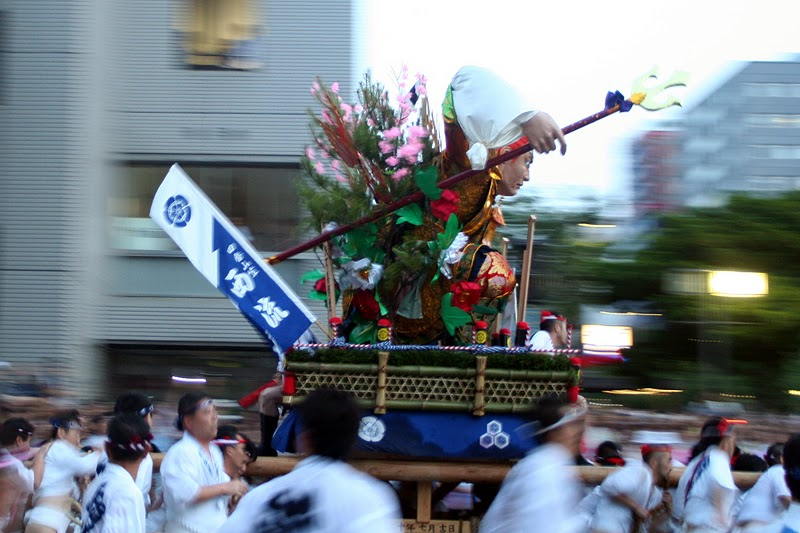
舁山笠

庙会是一种起源于宗教活动的风俗。日本在各种祭典节日同中国一样也有庙会，但举办地点除了佛教寺院之外还有神道教的神社。
不过随着明治维新五年后的1873年日本弃天保曆改格里历，庆祝时间普遍发生了变化。甚至原本的新春庆典也依照格里历更改，舊曆正月初一的元旦变为了公历的正月初一。如京都在每年年尾的12月21日会在東寺举办庙会出售各种旧货、工艺品和小吃，年底在12月13日开始至12月30日也会在六波罗蜜寺举行祈福仪式。12月31日（除夕）到1月1日（元日）在八坂神社都会举办“苍术庙会”。在除夕之夜用苍术的根来燃起篝火并点灯也是当地的传统。当地赶庙会的人也会把火种带回家来煮年夜饭，或是点燃自家佛龛的蜡烛以祈求平安。
随着时代的发展，日本近年来也有各种稀奇古怪的现代庙会，如“鐵男根祭”，庙会的活动主题是陽具。会有抬着巨型粉红色陽具模型游行的队伍，以及会场上会出售各种与陽具有关的食品、工艺品。